# Hidroeléctrica Española
Pour les articles homonymes, voir He.
Hidroeléctrica Española, SL, aussi connue sous le nom d'Hidrola ou par ses initiales HE, est une ancienne entreprise espagnole du secteur de la production et de la distribution d'électricité, fondée en Madrid en 1907. Leader dans le secteur espagnol de l'électricité dans les années 1960 elle a fusionné en 1992 avec Iberduero pour donner naissance à Iberdrola, l'un des plus grandes entreprises mondiales dans le domaine de l'électricité.

## Fondation
Hidroeléctrica Española est fondée le 13 mai 1907 à Madrid par Juan Urrutia Zulueta et Lucas de Urquijo Urrutia avec l'aide de capitaux basques, notamment de la Banco de Vizcaya et d'Hidroeléctrica Ibérica, qui deviendra Iberduero en 1944. Le capital initial s'élève à 12 millions de pesetas. Hidroeléctrica Ibérica obtient au départ 44 % des actions de la nouvelle société, puisqu'elle fournit une partie du capital ainsi que la concession hydraulique pour construire des installations dans le bassin de la Tage et à la chute de Molinar, sur le Júcar.
Un grand nombre d'entreprises sont fondées à cette époque dans le secteur de l'énergie qui prend de l'expansion à travers le pays. Au départ, l'objectif de l'entreprise consiste à fournir de l'électricité, objectif qui sera suivi d'une expansion sur la côte est du pays. Elle aménage d'abord le site d'El Molinar sur le cours de la rivière Júcar, à Villa de Ves, qui est mis en service dès 1910. Elle étend ensuite ses activités sur la côte cantabrique et le secteur de Barcelone.

## Expansion

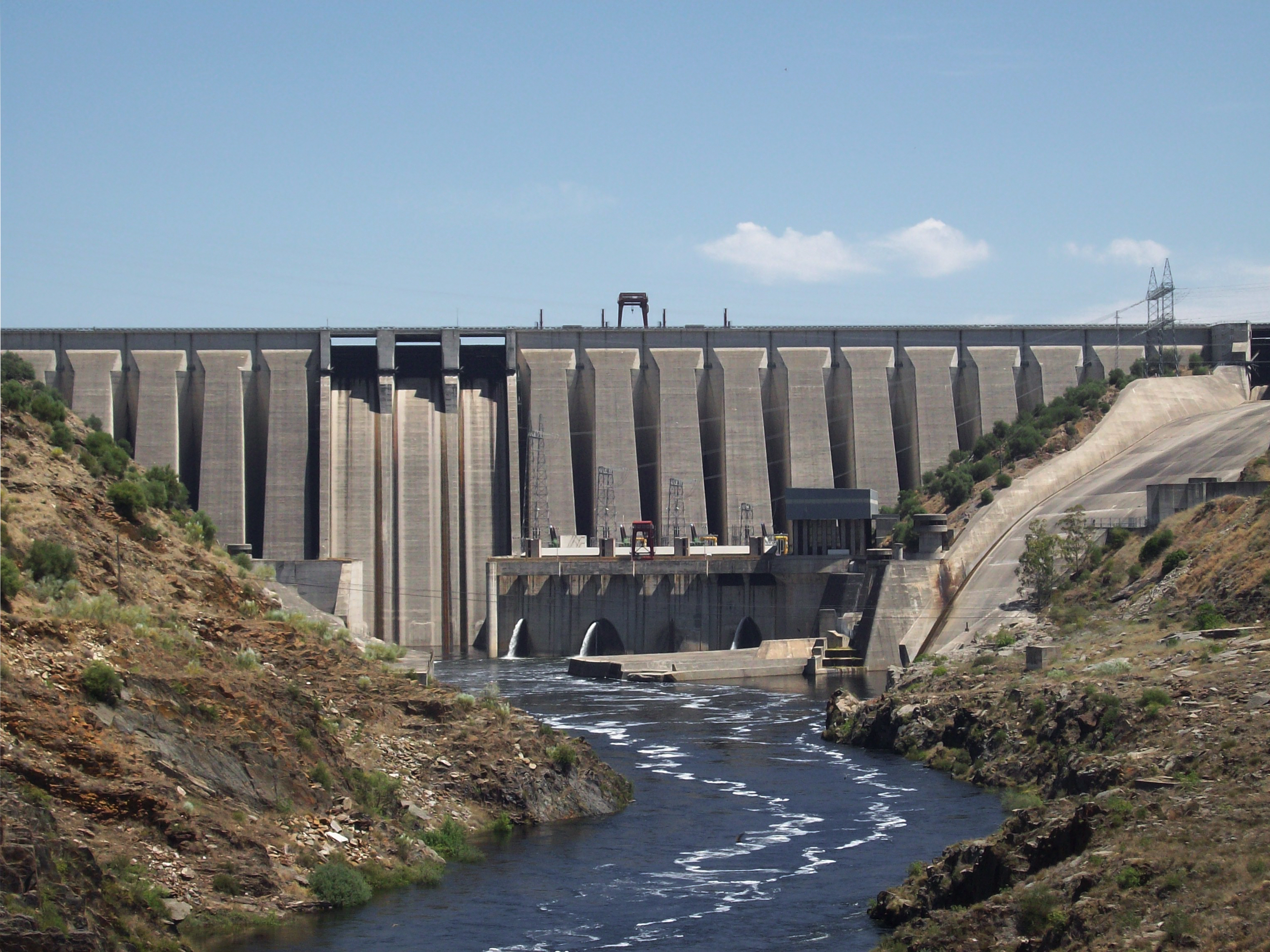
La centrale hydroélectrique d'Alcántara, sur la rivière Tage.

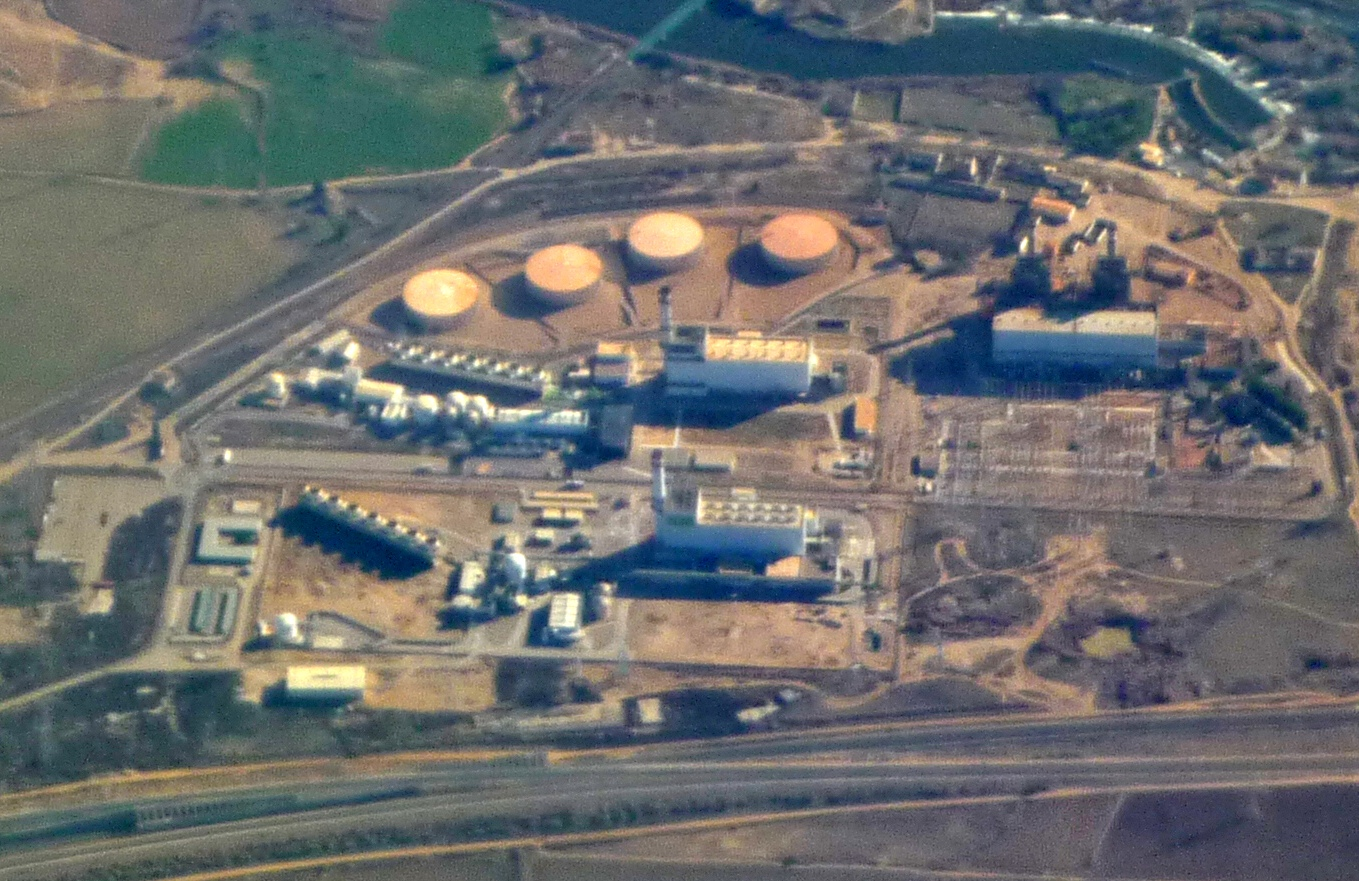
La centrale thermique d'Aceca.

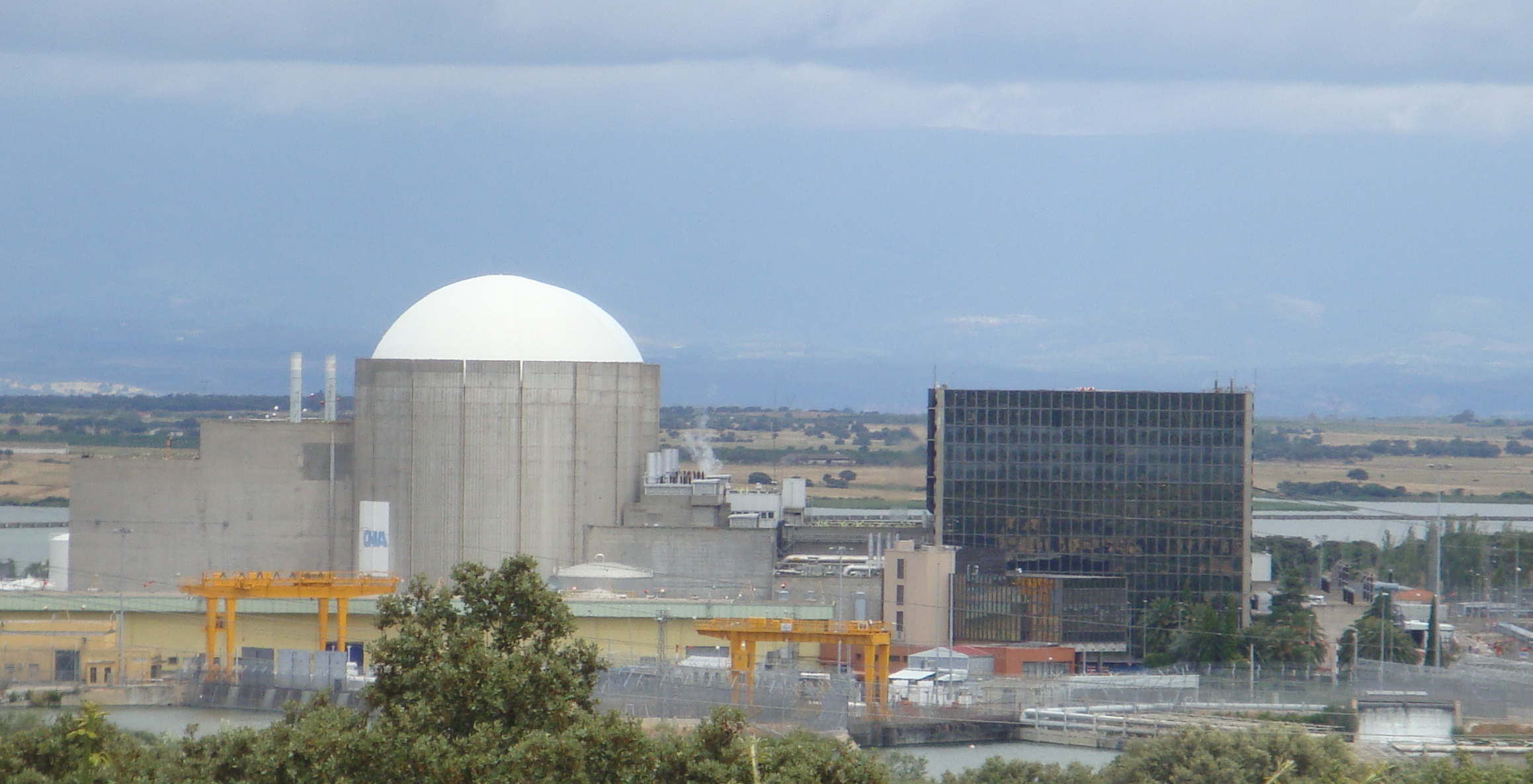
La centrale nucléaire d'Almaraz, mise en service en 1981.

En 1917, l'entreprise se situe au quatrième rang des plus importantes entreprises électriques du pays, derrière
Riegos y Fuerzas del Ebro, Energía Eléctrica de Cataluña et Unión Eléctrica Madrileña En 1935, sa production de 457 989 MWh compte pour 14,2 % de la production nationale. Cette année-là, Hidrola occupe le deuxième rang des producteurs d'électricité du pays, derrière Riegos y Fuerzas del Ebro. L'entreprise peut compter sur un parc hydroélectrique composé des centrales d'El Molinar (1910), Villora (1914), Guadazaón (1917), Cortes de Pallas (1922), Tranco del Lobo (1924), Batanejo (1925), La Lastra (1926), Bujioso (1927) et Millares (1932).
Le déclenchement de la guerre civile espagnole en 1936 paralyse l'activité du secteur et endommage ou détruit une partie importante des infrastructures. Hidrola se relève progressivement du conflit, et redevient le cinquième plus importante entreprise du secteur en 1960. C'est à cette époque que sont mises en service le barrage d'Embarcaderos, et la centrale thermique d'Escombreras, inaugurée en 1957 dans le port de Carthagène.
Entre 1957 et 1982, Hidrola construit les barrages de Valdecañas (1964), de Valdeobispo et Torrejón (1966), d'Azután (1969), d'Alcántara (1970), de Cedillo (1976), de Gabriel et Galán et Guijo de Granadilla (1972). En 1966, elle procède à l'agrandissement de centrale thermique d'Embarcaderos et la construction de la centrale d'Aceca, en coentreprise avec l'Unión Eléctrica Madrileña. En 1972 elle inaugure la centrale de Castellón.
Dans le contexte de la libéralisation du marché de l'électricité en Espagne, Hidroeléctrica Española demeure parmi les 5 plus grandes entreprises du secteur. En 1981, elle fait l'acquisition de la Eléctrica de Langreo, de sa centrale thermique de Lada et d'une partie de la centrale de Soto de Ribera. Elle poursuit sa politique d'alliances et d'acquisitions en 1985 avec l'intégration de  Hidroeléctrica de Cataluña (Hidruña) et son entrée dans le marché catalan. Elle acquiert une participation dans Fuerzas Eléctricas de Cataluña (FECSA), et se dispute le contrôle de la société en 1987 avec Iberduero.
Hidrola s'associe avec Sevillana de Electricidad dans la construction de la centrale nucléaire de Valdecaballeros, qui n'a jamais fonctionné malgré des investissements de 6 milliards de pesetas, en raison du moratoire sur l'énergie nucléaire décrété en 1984 par le gouvernement de Felipe González. Hidrola a également participé à la construction des centrales nucléaires d'Almaraz et Cofrentes par Cenusa, un consortium auquel il participe avec Unión Eléctrica Madrileña et Sevillana de Electricidad.

## Fusion
En 1990, Hidroeléctrica Española et l'un de ses principaux concurrents Iberduero, entament des pourparlers en vue d'une alliance qui permettrait de créer une société occupant 40 % des parts de marché, soit la même proportion qu'Endesa, principale entreprise du secteur en Espagne. Hidrola et Iberduero concluent une entente le 1er mai 1991. Les deux entreprises conviennent de la prise de contrôle d'Hidrola par Iberduero en vue de leur intégration dans une nouvelle société. Au moment de la fusion, Hidrola a 418 605 724 actions en circulation et Iberduero en compte 508 526 934. L'accord précise que l'action Iberduero pourrait être échangée contre une action de la nouvelle société, tandis que 5 actions d'Hidrola donneraient droit à 4 actions d'Iberdrola et à un paiement de 250 pesetas.
Le 12 décembre 1992, la nouvelle société est légalement constituée. Le nom de la nouvelle entreprise fusionnée, Iberdrola, est formé de la contraction du nom de ses deux prédécesseurs. Cet événement marque aussi l'absorption des filiales des deux sociétés:. Eléctrica de Langreo, Electra de Logroño, Vitoriana de Electricidad, Fuerzas Eléctricas de Navarra, Compañía Eléctrica del Urumea, Centrales Térmicas del Norte (Terminor) et Edificaciones Iberoamericanas.

## Présidents
Les présidents qui se sont succédé à la tête d'Hidroeléctrica_Española sont :
- Lucas de Urquijo Urrutia (1907-1910)
- José Luis de Oriol y Urigüen (1910-1911 et 1936-1941)
- Fernando María de Ybarra (1911-1936)
- José María de Oriol y Urquijo (1941-1985)
- Íñigo de Oriol Ybarra (1985-1992)

Aubanell Jubany (2000, p. 158) note que quatre des cinq présidents du groupe Hidrola  des origines à la fusion proviennent des familles Lucas Urquijo ou Oriol, puisque la fille de Lucas de Urquijo a marié José Luis de Oriol. Fernando María Ybarra est le seul dirigeant à ne pas être issu de la famille. Il est mort durant la guerre civile, après 26 ans à la tête de la société.